# Eustenophasma fuscata
Eustenophasma fuscata är en fjärilsart som beskrevs av W. Warren 1907. Eustenophasma fuscata ingår i släktet Eustenophasma och familjen mätare. Inga underarter finns listade i Catalogue of Life.